# Johannes Maria Assmann

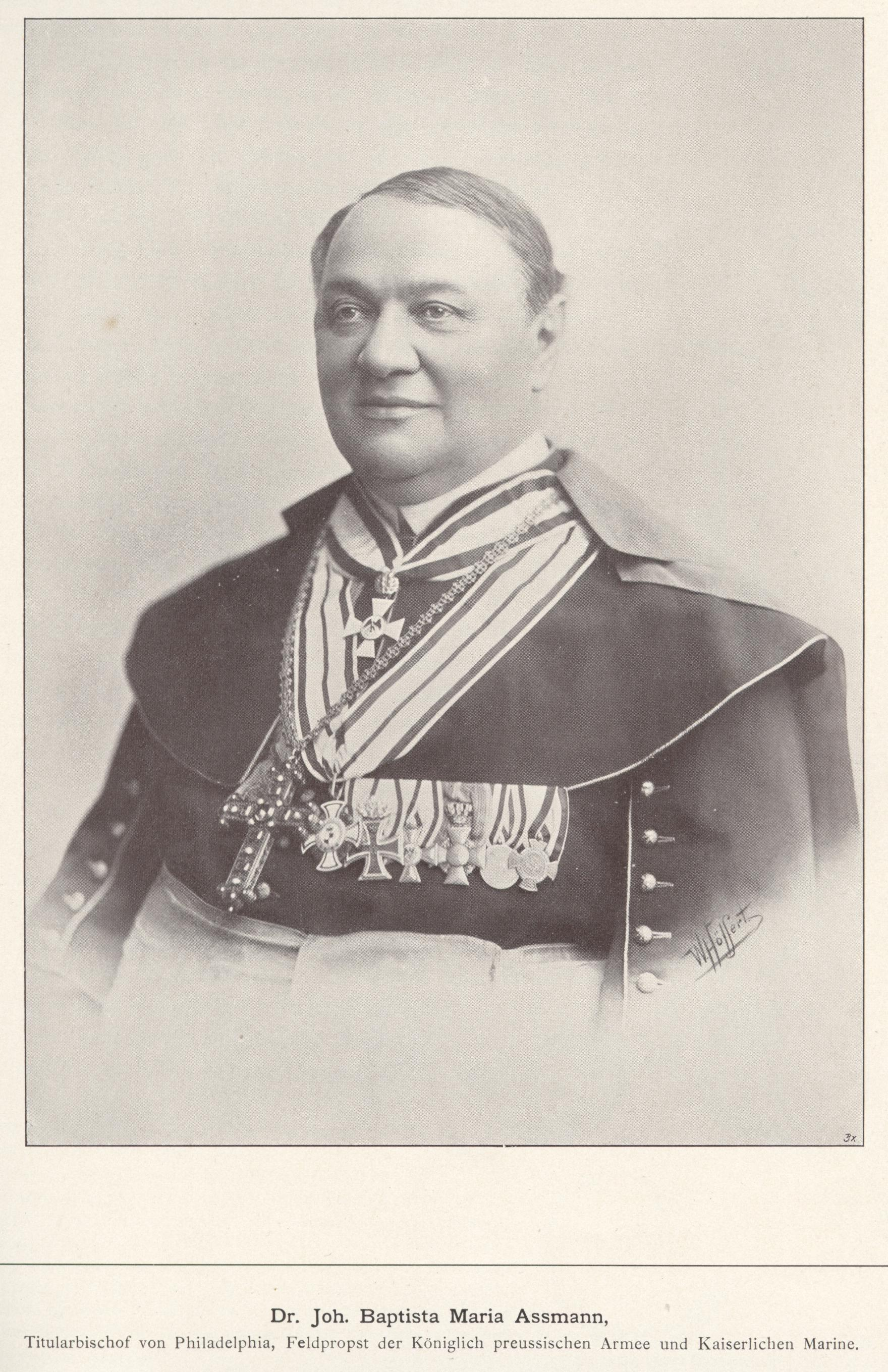
Feldpropst Dr. Assmann

Johannes Baptist Maria Assmann (* 26. August 1833 in Branitz, Kreis Leobschütz, Provinz Schlesien; † 27. Mai 1903 in Ahrweiler) war ein römisch-katholischer Geistlicher und Feldpropst (Militärbischof) der Preußischen Armee.

## Leben
Johannes Baptist Maria Assmann war der Sohn des Gastwirtes Franz Assmann aus Branitz (Oberschlesien), im preußischen Anteil des Erzbistums Olmütz und besuchte das Gymnasium zu Leobschütz. Er studierte zunächst Philosophie, ab 1855 Theologie an der Schlesischen Friedrich-Wilhelms-Universität zu Breslau, empfing am 15. Juli 1860 in Olmütz die Priesterweihe und wirkte von 1861 bis 1864 im Amt eines Kooperators zu Katscher (heute Kietrz). Von Januar 1865 bis Juli 1868 amtierte der Priester als Missions- und Militärseelsorger in Kolberg, 1868 bis 1882 als Divisionspfarrer in Neisse und von 1882 bis 1888 als Propst bei St. Hedwig in Berlin. Hier war der Prälat auch Fürstbischöflicher Delegat für Brandenburg und Pommern, somit Vertreter des zuständigen, aber weit entfernten Fürstbischofs von Breslau und der ranghöchste, in Berlin residierende katholische Geistliche. Im Deutsch-Deutschen Krieg 1866 und im Deutsch-Französischen Feldzug von 1870/71 bekleidete Assmann das Amt eines preußischen Feldseelsorgers.
Propst Assmann bemühte sich mit Erfolg, die durch den Kulturkampf entstandenen Spannungen zwischen dem Königreich Preußen und der katholischen Kirche zu mildern. Als die preußische Regierung das Amt des Feldpropstes (Militärbischofs) wieder einführte, wurde Assmann am 1. Juni 1888 zum katholischen Feldpropst der preußischen Armee und zum Titularbischof von Philadelphia in Lydia ernannt; die Bischofsweihe erhielt er 15. Oktober 1888 in St. Hedwig zu Berlin, vom Breslauer Fürstbischof Georg von Kopp.
Als Militärbischof war er bis zu seinem Tode im Jahre 1903 für alle katholischen Heeres- und Marinesoldaten mit Familien, nicht nur in Preußen, sondern auch in den deutschen Kleinstaaten und im Reichsland Elsaß-Lothringen zuständig.
Ab 1856 war Johannes Maria Assmann Mitglied des Corps Lusatia Breslau, das viele katholische Geistliche hervorbrachte. 1882 wurde er aktives Mitglied der katholischen Studentenverbindung Burgundia (jetzt Askania-Burgundia) im KV in Berlin.
Assmann starb unerwartet bei einem Kuraufenthalt in Bad Ahrweiler und wurde in seiner Heimatstadt Branitz bestattet.